# Castianeira polyacantha
Castianeira polyacantha là một loài nhện trong họ Corinnidae.
Loài này thuộc chi Castianeira. Castianeira polyacantha được Cândido Firmino de Mello-Leitão miêu tả năm 1929.